# Eriq La Salle
Eriq Ki La Salle (Hartford, 23 juli 1962) is een Amerikaans acteur en regisseur, voornamelijk bekend geworden door zijn rollen als Peter Benton in de televisieserie ER en Darryl in de film Coming to America.
La Salle groeide op in Hartford, Connecticut in een pleeggezin. Hij studeerde aan de universiteit van New York en Juilliard School, maar maakte zijn studie nooit af. Hij speelde vervolgens in diverse Broadway en Off-Broadway producties en kreeg diverse rollen in speelfilms en televisieseries.
- Bibliothèque nationale de France: cb141119851 (data)
- International Standard Name Identifier: 0000 0000 7840 9843
- Library of Congress Control Number: no99013307
- SNAC: w62f7tz2
- Système universitaire de documentation: 149799969
- Virtual International Authority File: 71020541
- WorldCat: E39PBJvd4HdtrdqGxG7FbydxXd